# Hideki Matsuyama
Hideki Matsuyama (japanisch 松山 英樹, Matsuyama Hideki; * 25. Februar 1992 in Matsuyama, Japan) ist ein japanischer Profigolfer, der auf der PGA Tour spielt. Er ist der erste japanische Profigolfer, der ein Major-Turnier – The Masters Tournament, 2021 – gewonnen hat.
Stand Juni 2025 hat Matsuyama 20 Siege weltweit, zehn Top-10 bei Major-Turnieren und vier Teilnahmen am Presidents Cup vorzuweisen. Matsuyama ist zweifacher Sieger bei World Golf Championships, zweifacher Sieger beim Waste Management Phoenix Open, achtfacher Sieger auf der Japan Golf Tour und zweifacher Sieger beim Asian Amateur Championship. Somit ist er der erfolgreichste japanische Spieler in der Geschichte der PGA Tour.
Im Juni 2017 erreichte er den zweiten Platz auf der Golfweltrangliste, welcher seine bisher höchste Platzierung ist.
Bei den Olympischen Sommerspielen 2024 in Paris gewann er hinter Scottie Scheffler aus den Vereinigten Staaten und dem Briten Tommy Fleetwood mit 267 Schlägen die Bronzemedaille.

## Turniersiege

### Major-Championship-Siege (1)
- 2021: The Masters

### WGC-Championship-Siege (2)
- 2016: WGC-HSBC Champions[4]
- 2017: WGC-Bridgestone Invitational[4]

### PGA-Tour-Siege (8)
- 2014: Memorial Tournament[4]
- 2016: Waste Management Phoenix Open[4]
- 2017: Waste Management Phoenix Open[4]
- 2021: Zozo Championship[7]
- 2022: Sony Open in Hawaii[8]
- 2024: The Genesis Invitational[9], FedEx St. Jude Championship[10]
- 2025: The Sentry[11]

### Japan-Golf-Tour-Siege (8)
- 2011: Mitsui Sumitomo Visa Taiheiyo Masters (als Amateur)
- 2013: Tsuruya Open, Diamond Cup Golf, Fujisankei Classic, Casio World Open
- 2014: Dunlop Phoenix Tournament
- 2016: Japan Open Golf Championship, Mitsui Sumitomo Visa Taiheiyo Masters

### Weitere Turniersiege (1)
- 2016: Hero World Challenge

## Resultate bei Major Championships
| Tournament            | 2011  | 2012 | 2013 | 2014 | 2015 | 2016 | 2017 | 2018 |
| --------------------- | ----- | ---- | ---- | ---- | ---- | ---- | ---- | ---- |
| The Masters           | T27LA | T54  | DNP  | CUT  | 5    | T7   | T11  | 19   |
| US Open               | DNP   | DNP  | T10  | T35  | T18  | CUT  | T2   | T16  |
| The Open Championship | DNP   | DNP  | T6   | T39  | T18  | CUT  | T14  | CUT  |
| PGA Championship      | DNP   | DNP  | T19  | T35  | T37  | T4   | T5   | T35  |

| Turnier               | 2019 | 2020 | 2021 | 2022 | 2023 | 2024 | 2025 |
| --------------------- | ---- | ---- | ---- | ---- | ---- | ---- | ---- |
| The Masters           | T32  | T13  | 1    | T14  | T16  | T38  | T21  |
| PGA Championship      | T16  | T22  | T23  | T60  | T29  | T35  | CUT  |
| US Open               | T21  | T17  | T26  | 4    | T32  | 6    | T42  |
| The Open Championship | CUT  | KT   | DNP  | T68  | T13  | T66  | T16  |

LA= Bester Amateur

DNP = nicht teilgenommen

CUT = Cut nicht geschafft

„T“ geteilte Platzierung

KT = Kein Turnier (Ausfall wegen Covid-19)

Grüner Hintergrund für Sieg

Gelber Hintergrund für Top 10.

## Teilnahme an Teamwettbewerben
- World Cup (für Japan): 2016
- Presidents Cup (für International): 2013, 2015, 2017, 2019, 2022